# Clasificación para el Campeonato Femenino Sub-20 de la Concacaf de 2008
En el proceso de clasificación para el Campeonato Femenino Sub-20 de la Concacaf de 2008 compitieron 22 selecciones por los 5 cupos disponibles. Con las tres plazas destinadas a Canadá, México y Estados Unidos, fueron 8 participantes los que disputaron la competencia final del torneo.

## Equipos clasificados
- Canadá
- Costa Rica
- Cuba
- Estados Unidos
- Jamaica
- México
- Nicaragua
- Trinidad y Tobago

## Eliminatorias

### Centroamérica

#### Primera Fase
| Equipo 1   | Agr. | Equipo 2    | Ida | Vuelta |
| ---------- | ---- | ----------- | --- | ------ |
| Costa Rica | w/o  | Belice      | –   | –      |
| Guatemala  | w/o  | El Salvador | –   | –      |
| Nicaragua  | w/o  | Honduras    | –   | –      |
| Panamá     | bye  |             | –   | –      |

#### Segunda Fase
| Equipo 1   | Agr.  | Equipo 2  | Ida   | Vuelta |
| ---------- | ----- | --------- | ----- | ------ |
| Costa Rica | 5 – 1 | Panamá    | 4 – 0 | 1 – 1  |
| Guatemala  | 2 – 3 | Nicaragua | 2 – 0 | 0 – 3  |

| 16 de mayo de 2008 | Costa Rica | 4:0 | Panamá |  |  |

| 19 de mayo de 2008 | Panamá | 1:1 (Global 1:5) | Costa Rica |  |  |

| 19 de mayo de 2008 | Guatemala | 2:0 | Nicaragua |  |  |

| 27 de mayo de 2008 | Nicaragua | 3:0 (Global 3:2) | Guatemala |  |  |

### Caribe

#### Primera Fase
| Equipo 1                       | Agr.   | Equipo 2                  | Ida    | Vuelta |
| ------------------------------ | ------ | ------------------------- | ------ | ------ |
| Anguila                        | 4 – 2  | San Cristóbal y Nieves    | 2 – 1  | 2 – 1  |
| Islas Vírgenes Estadounidenses | 31 – 0 | Islas Vírgenes Británicas | 12 – 0 | 19 – 0 |
| Granada                        | w/o    | Guyana                    | –      | –      |
| Bahamas                        | w/o    | Bermudas                  | –      | –      |
| Barbados                       | w/o    | Antigua y Barbuda         | –      | –      |
| Haití                          | w/o    | Puerto Rico               | –      | –      |

| 16 de junio de 2007 | Anguila | 2:1 | San Cristóbal y Nieves |  |  |

| 1 de julio de 2007 | San Cristóbal y Nieves | 1:2 (Global 2:4) | Anguila |  |  |

| 13 de julio de 2007 | Islas Vírgenes de los Estados Unidos | 12:0 | Islas Vírgenes Británicas |  |  |

| 15 de julio de 2007 | Islas Vírgenes Británicas | 0:19 (Global 0:31) | Islas Vírgenes de los Estados Unidos |  |  |

#### Fase de grupos

##### Grupo A
| Equipo                               | Pts | PJ | PG | PE | PP | GF | GC | Dif |
| ------------------------------------ | --- | -- | -- | -- | -- | -- | -- | --- |
| Trinidad y Tobago                    | 6   | 2  | 2  | 0  | 0  | 15 | 0  | +15 |
| Islas Vírgenes de los Estados Unidos | 3   | 2  | 1  | 0  | 1  | 3  | 13 | -10 |
| Granada                              | 0   | 2  | 0  | 0  | 2  | 2  | 7  | -5  |

| 5 de agosto de 2007 | Islas Vírgenes de los Estados Unidos | 3:2 | Granada |  |  |

| 7 de agosto de 2007 | Trinidad y Tobago | 4:0 | Granada |  |  |

| 9 de agosto de 2007 | Trinidad y Tobago | 11:0 | Islas Vírgenes de los Estados Unidos |  |  |

##### Grupo B
| Equipo  | Pts | PJ | PG | PE | PP | GF | GC | Dif |
| ------- | --- | -- | -- | -- | -- | -- | -- | --- |
| Jamaica | 6   | 2  | 2  | 0  | 0  | 5  | 1  | +4  |
| Haití   | 3   | 2  | 1  | 0  | 1  | 4  | 4  | 0   |
| Bahamas | 0   | 2  | 0  | 0  | 2  | 1  | 5  | -4  |

| 25 de julio de 2007 | Haití | 3:1 | Bahamas |  |  |

| 27 de julio de 2007 | Jamaica | 3:1 | Haití |  |  |

| 29 de julio de 2007 | Jamaica | 2:0 | Bahamas |  |  |

##### Grupo C
| Equipo   | Pts | PJ | PG | PE | PP | GF | GC | Dif |
| -------- | --- | -- | -- | -- | -- | -- | -- | --- |
| Cuba     | 6   | 2  | 2  | 0  | 0  | 10 | 3  | -7  |
| Barbados | 3   | 2  | 1  | 0  | 1  | 4  | 5  | -1  |
| Anguila  | 0   | 2  | 0  | 0  | 2  | 4  | 10 | -6  |

| 7 de agosto de 2007 | Cuba | 3:1 | Barbados |  |  |

| 9 de agosto de 2007 | Barbados | 3:2 | Anguila |  |  |

| 11 de agosto de 2007 | Cuba | 7:2 | Anguila |  |  |